# Gare de Gannes
Ne doit pas être confondu avec Gare de Gan.
La gare de Gannes est une gare ferroviaire française de la ligne de Paris-Nord à Lille, située sur le territoire de la commune de Gannes, dans le département de l'Oise, en région Hauts-de-France.
Elle est devenue une halte de la Société nationale des chemins de fer français (SNCF), desservie par des trains TER Hauts-de-France.

## Situation ferroviaire
Établie à 123 m d'altitude, la gare de Gannes est située au point kilométrique (PK) 87,380 de la ligne de Paris-Nord à Lille entre les gares ouvertes de Saint-Just-en-Chaussée et Breteuil-Embranchement.

## Histoire
Ouverte en 1846 par la Compagnie des chemins de fer du Nord, la gare de Gannes comportait autrefois des emprises de triage destinées à la petite industrie rurale environnante.[réf. nécessaire]
Fermée en 1940, la gare est rouverte à la Libération avec un service limité à celui d'une halte. Le bâtiment voyageurs, abandonné, est démoli au cours des années 1970.[réf. nécessaire]
Jusqu'à ces années-là, Gannes comportait un bâtiment voyageurs (BV) situé côté impair à 25 m du passage à niveau (PN), une maison de garde-barrière et des voies de garage au nord. Au sud, côté pair, on trouvait un embranchement particulier vers le silo à grains dont on voit toujours quelques appareils de voie, des rails rouillés et des leviers d'aiguillage à hauteur du PN. De plus, un embranchement particulier la reliait à la sous-station située plus au nord accessible via une circulation à contre-voie sur voie impaire depuis le nord. Tout a été aujourd'hui détruit pour des raisons de sécurité et les emprises ont été cédées. Le BV et les emprises nord ont subsisté jusqu'aux années 1970, pour être remplacées par un parking ; l'embranchement vers le silo a été inutilisé à partir du milieu des années 1980 et déclassé au cours des années 1990. Les voies ont été déposées sauf au niveau du raccordement voie 2. Seuls subsistent les quais et le passage à niveau.[réf. nécessaire]

## Fréquentation
Selon les estimations de la SNCF, la fréquentation annuelle de la gare s'élève aux nombres indiqués dans le tableau ci-dessous.
| Année               | 2022  | 2021  | 2020  | 2019  | 2018  | 2017  | 2016  | 2015  |
| ------------------- | ----- | ----- | ----- | ----- | ----- | ----- | ----- | ----- |
| Nombre de voyageurs | 2 867 | 1 921 | 1 782 | 1 790 | 2 805 | 2 269 | 1 408 | 2 426 |

## Service voyageurs

### Accueil
Halte SNCF, c'est un point d'arrêt non géré (PANG) à entrée libre.

### Desserte
Gannes est desservie par des trains TER de la ligne 27 des TER Hauts-de-France, de Paris-Nord à Amiens.

### Intermodalité
Des places de parking non aménagées sont disponibles près de l'entrée de la halte. Des taxis-TER rejoignent la gare, en provenance de Breteuil-Embranchement, Chepoix ou Saint-Just-en-Chaussée. La gare est également desservie par la ligne 6304 du réseau interurbain de l'Oise.